# Čakajovce
Čakajovce és un poble i municipi d'Eslovàquia que es troba a la regió de Nitra, al sud-oest del país. El 2021 tenia 1.163 habitants.

## Demografia
| Godina             | 1994 | 2004   | 2014   | 2024   |
| ------------------ | ---- | ------ | ------ | ------ |
| Nombre de persones | 1088 | 1069   | 1145   | 1156   |
| Diferència         |      | −1,74% | +7,10% | +0,96% |

| Godina             | 2023 | 2024 |
| ------------------ | ---- | ---- |
| Nombre de persones | 1156 | 1156 |
| Diferència         |      | +0%  |